# En mand i Thy
En mand i Thy er en dokumentarfilm fra 2012 instrueret af Nicolai Elsberg.

## Handling
En ældre mand i udkanten af Thy har et smalfilmskamera. Som ung filmede han, hvad han så, hverdagen i den lille by Fadersbøl. Vi ser ham se tilbage på en tid som har været. Et levet liv.